# Contaminación de leche en México de 1986-1987
La Contaminación de leche en México de 1986 a 1987 fue un incidente de salud pública ocurrido en ese país cuando fueron importadas toneladas de leche en polvo contaminadas con elementos radioactivos vendidas por el Irish Dairy Board (IDB) a la Compañía Nacional de Subsistencias Populares (CONASUPO).

## Contexto
Desde los años 60 México compró leche en polvo de la IDB para ser hidratada y distribuida por CONASUPO y su subsidiaria Liconsa, luego del Accidente de Chernóbil, entre el 4 y el 6 de mayo de 1986 Irlanda recibió una nube de radioactividad desde territorio de la entonces Unión Soviética que afectó su territorio, cosechas y el ganado.
De manera deliberada, el IDB intentó comercializar 40 mil toneladas de leche contaminada. Los ofreció primero a Brasil, quienes rechazaron la oferta, ofreciéndoselo entonces a México. Tanto la Organización Mundial de la Salud (OMS) como el embajador de Brasil en México, Antonio González de León, advirtieron que el cargamento ofrecido a Brasil contenía partículas radioactivas de Cesio-137. El presidente de México por entonces era Miguel de la Madrid Hurtado, el secretario de Salud Guillermo Soberón y el director de CONASUPO José Ernesto Costemalle Botello así como Jaime Martuscelli, subsecretario de Regulación Sanitaria y Desarrollo de la Secretaría de Salud (SSA).

## Hechos
La Secretaría de Salud autorizó a CONASUPO la importación de 2.436,35 toneladas desde Irlanda llegaron entre 1986 y 1987 a México para ser distribuidos de manera restituida. La distribución de la leche se realizó de manera diferenciada en el territorio mexicano con el fin de que no se concentraran posibles daños en una sola región. La leche contenía 2730 bequereles por kilogramo, cuando normas internacionales la sitúan en máximo 150.
Debido a la publicación de una nueva norma internacional contenida en el documento conocido como Codex Alimentarius, la compañía Whayt Vales le avisó a la CONASUPO sobre el volumen de bequereles de la leche que le había vendido. La paraestatal solicitó un estudio de la leche al Instituto Nacional de Investigaciones Nucleares, mismo que confirmó los niveles de radioactividad en el lácteo. El dictamen fue confirmado por la Comisión Nacional de Seguridad Nuclear y Salvaguardas (Conasenusa), organismo que avisó a CONASUPO que aceptar el lácteo sería riesgoso, a lo cual CONASUPO se negó por afirmar su titular que hacerlo traería consecuencias comerciales negativas.
Una vez enviadas muestras de la leche a la IDB, José Ernesto Costemalle Botello viajó a Irlanda el 8 al 21 de marzo de 1987 con el fin de firmar el acuerdo con el organismo lechero irlandés. Los cargamentos con leche contaminada provenientes de Irlanda llegaron a México vía el puerto de Veracruz en los barcos Adventure - 3 de junio - y Tenacious el 14.
Se planteó entonces una reunión ocurrida el 8 de julio de 1987 entre representantes de la Secretaría de Comercio y Fomento Industrial (SECOFI), la SSA y CONASUPO apoyados por la Conasenusa realizar una «dilución» de leche contaminada con leche que no lo estaba en razón de uno a seis. Al valorar que dicha operación era imposible por las plantas restituidoras de Liconsa, documentos en poder del diario La Jornada afirman que el 4 de febrero de 1988 Jaime Martuscelli, autorizó a CONASUPO la liberación de 35 lotes que se encontraban en distintas aduanas para su comercialización.

## Consecuencias
Como otras situaciones que eran susceptibles de ser polémicas, el gobierno mexicano implementó una estrategia mediática para ocultar el escándalo. La revista Proceso publicó un reportaje al respecto sobre el incidente en 1988, tras reportes de casos de cáncer infantil.
El 21 de enero de 1988 el ecologista Grupo de los cien emitió una protesta por la compra pidiendo su devolución. A la denuncia se sumó la organización Greenpeace. Luego de la polémica pública el 18 de febrero de 1988 la Secretaría de Salud ordenó oficialmente la devolución de los cargamentos de leche, hecho que ocurrió el 18 de febrero de 1988. Como consecuencia del hecho se creó la Norma Oficial Mexicana 316 en donde se estableció que el máximo de bequereles por kilogramo en la leche importada no podía ser más de 50.
Existen registros de marinos integrantes de la Marina denunciados por el vicealmirante Manuel Rodríguez Gordillo, de la Marina Armada de México que reportaron casos de cáncer que probablemente enfermaron al recibir los cargamentos.Por ello Rodríguez encargó al físico nuclear Miguel Ángel Valdovinos, quien laboraba en la Central Nuclear Laguna Verde, un estudio de una muestra de los cargamentos. En dicho análisis Valdovinos detectó partículas de Cesio-137 y estroncio-90. Debido a presiones políticas, la Marina Armada de México determinó ocultar la información. Tanto Rodríguez como Valdovinos fueron cesados de sus cargos y acusados de difamación.
Médicos del Hospital Infantil “Federico Gómez”, sin poder tener pruebas concluyentes, reportan que de 1987 a 1990 hubo un aumento súbito de casos de cáncer.
El 30 de noviembre de 1995 diputados del PAN, el PRD y el PRI aprobaron la creación de la Comisión CONASUPO, un grupo de investigación de ese cuerpo legislativo con el fin de investigar un largo historial de denuncias de corrupción, malversación de fondos y otras irregularidades así como el escándalo por la leche comprada entre 1986 y 1987.Dicha comisión buscó la comparecencia de todos los funcionarios de primer nivel involucrados como Guillermo Soberón, José Ernesto Costemalle y Jaime Martuscelli, incluyendo además al vicealmirante Rodríguez Gordillo y el físico nuclear Miguel Ángel Valdovinos. Legisladores del PRI bloquearon dicha acción, al igual que ejercieron presión política para los resultados públicos del caso. Finalmente la Comisión CONASUPO, además de confirmar el desfalco a los fondos del estado vía esa paraestatal, informó lo siguiente:
- CONASUPO fue negligente al importar la leche contaminada, ya que no sólo contaba con información suficiente para saber de la contaminación sino contaba con otros proveedores de leche sin contaminación por el mismo precio.
- Un total de 12,920.63 toneladas métricas no pudieron ser analizadas por la Conasenusa para determinar si era riesgosa o no, dado que ya se habían vendido parte de ellas entre septiembre de 1986 y enero de 1987.
- La leche que ingresó al país en 1987 fue devuelta y el importe de su costo, restituido al Estado Mexicano.
- La Secretaría de Salud no contaba con evidencia suficiente para evaluar daños por la leche, y estableció que realizaría vigilancia epidemiológica para conocer futuras afectaciones.